# Brixental
Das Brixental, im Dialekt Brixntoi, ist ein rund 30 km langes südöstliches Seitental des Tiroler Unterinntals, das bei Wörgl einmündet. Es wird von der Brixentaler Ache durchflossen.

## Lage und Landschaft

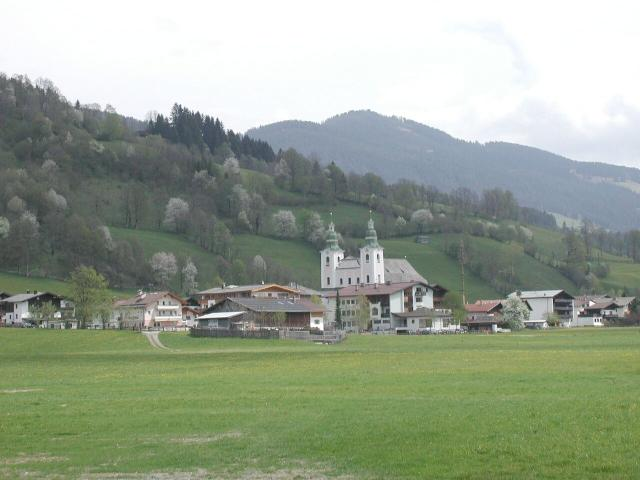
Bei Brixen im Thale

Der äußere Talabschnitt führt von Wörgl (513 m ü. A.) Richtung Südosten bis Hopfgarten, wo die Kelchsau und die Windau als lange Täler weiter nach Süden ziehen. Der innere Abschnitt des Brixentals verläuft von Hopfgarten nach Osten über eine Talwasserscheide westlich von Kirchberg (rund 830 m ü. A.) bis Reith bei Kitzbühel, wo es in das Leukental übergeht.
Die Landschaft des Brixentals ist aufgrund der Lage in den Schiefern der Grauwackenzone durch weiche, meist bewaldete Gebirgsformen bestimmt. Der Talboden ist für dieses Gebirgstal flach und breit. An den Eingängen der wenigen Seitentäler findet man einige Murschwemmkegel, vor allem im Gemeindegebiet von Brixen, die durch Geröll und Gestein der Wildbäche nach und nach entstanden sind. In den Gemeindegebieten Kirchberg in Tirol und Westendorf haben sich weitläufige Terrassen gebildet, die aus der letzten Eiszeit stammen. Weiters befindet sich im Gemeindegebiet von Westendorf und Hopfgarten der Brixentaler Talkessel, der von den Wildbachtälern Windau und Kelchsau unterteilt wird. Die Hänge sind nicht besonders steil und können landwirtschaftlich optimal genutzt werden. Nur die Hänge der Schattseiten sind mehr bewaldet und werden nur vereinzelt für die Landwirtschaft verwendet.
Mehrere Gipfel reichen fast an 2000 m heran: die weithin sichtbare Hohe Salve (1829 m, auch genannt „Rigi Tirols“) mit der höchstgelegenen Wallfahrtskirche Österreichs, der Nachtsöllberg (1886 m) mit der Choralpe, der Fleiding (1892 m) und der Gampenkogel (1957 m). Weitere Gipfel sind der Gaisberg (1770 m), der Rauhe Kopf (1580 m) und der Zinsberg (1680 m).
Der größte Ort des Tales ist Hopfgarten im Brixental (622 m), wo es eine Richtungsänderung um 70° erfährt. Der Hauptort des Tales ist Brixen im Thale (794 m) und befindet sich im Oberlauf, wo der Talboden breiter wird (siehe Bild). Hier vereinigen sich mehrere Quellflüsse. Der zweitgrößte Ort ist Kirchberg in Tirol (828 m), der sechs Kilometer von der Bezirkshauptstadt Kitzbühel entfernt liegt und als einer der größten Tourismusorte in der Region gilt.
Im Gemeindegebiet von Brixen entspringt die Brixentaler Ache, wo der Lauterbach und der Schleicherbach zwei wichtige Nebenflüsse darstellen und die Wassermenge beträchtlich bestimmen. Im unteren Bereich – etwa zwischen Westendorf und Hopfgarten – durchströmt die Ache eine enge Schlucht, durch die sich auch die Bundesstraße schlängelt – die Bahnstrecke weicht im sogenannten Windauer Bogen weitläufig aus. Eine Engstelle ist auch die Klamm bei der Ortschaft Itter.

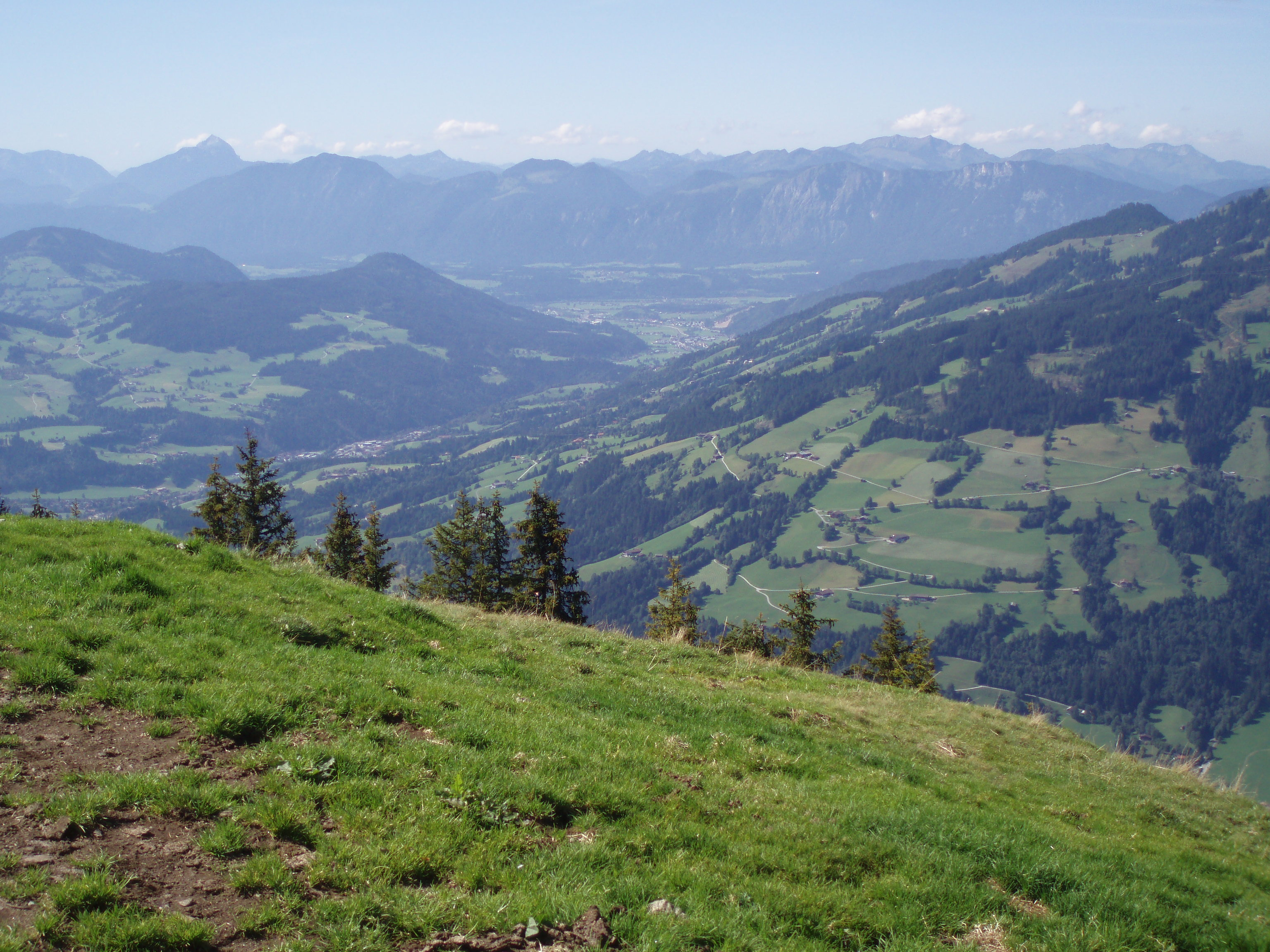
Hier ist der Bogen des Tales sichtbar, den das Brixental bei der Einmündung der Kelchsau und des Windautales in Hopfgarten beschreibt. Im Hintergrund ist die Einmündung des Brixentales in das Inntal sichtbar.

Größere Seitentäler sind (von Wörgl flussaufwärts):
- im Unterlauf das von Söll kommende Mühltal (Tal des Nasenbachs), das Luechertal (bei Bruckhäusl) und das Bruggtal (bei Gries)
- bei Hopfgarten das Schönbachtal und die zwei langen, von Süden kommenden Täler der Kelchsauer Ache (Kelchsauer Tal) und der Windauer Ache (Windautal)
- im breiten Oberlauf (Talbreite über 1 km) gibt es zunächst nur kleine Seitenbäche; erst bei Brixen finden sich die Täler der Quellflüsse, Lauterbach-, Schleicherbach- und Brixenbachtal. Unweit des Sattels nach Kitzbühel öffnet sich schließlich das Spertental der Aschauer Ache bei Kirchberg, das allerdings orografisch nach Norden zur Großache entwässert (Talwasserscheide des Brixentals zum Leukental bei Kirchberg).

Das Einzugsgebiet der Brixentaler Ache umfasst etwa ein Drittel des Bezirks Kitzbühel, wozu die großen Zuflüsse der Windauer und Kelchsauer Ache wesentlich beitragen. Die Brixentaler Ache mündet in Wörgl in den Inn.

## Geschichte
Das Brixental wird erstmals im Jahr 902 als „Prihsnatala“ anlässlich einer Besitzübertragung des königlichen Amtsträgers Rodolt an das Hochstift Regensburg genannt. Unter der heutigen Bezeichnung „Brixental“ wird es bereits im Sommer 1166 im Lehen- und Einkünfteverzeichnis der bayerischen Grafen von Neuburg-Falkenstein, dem sog. Codex Falkensteinensis, erwähnt. Es gehörte ab 1312 zum Erzstift Salzburg und kam erst 1816 aufgrund des Münchner Vertrages, eines Folgevertrages nach den Ergebnissen des Wiener Kongresses, zum Kronland Tirol.

## Wirtschaft und Verkehr
Mit rund 24.000 Gästebetten, 1,68 Millionen Nächtigungen im Winter und 1,32 Millionen im Sommer (Stand 2018) stellt der Tourismus einen wichtigen Wirtschaftszweig dar. Die SkiWelt Wilder Kaiser – Brixental ist eines der größten Schigebiete Österreichs. Neben den zahlreichen Beherbergungsbetrieben und tourismusnahen Dienstleistern gibt es auch viele Handwerks- und Gewerbebetriebe. Durch die guten Voraussetzungen am Talboden und die ausgedehnten Almflächen in den höheren Regionen spielt auch die Landwirtschaft eine wichtige Rolle.
Das Brixental stellt eine wichtige Verkehrsachse dar. Die Brixentalstraße B 170 verbindet Wörgl mit Kitzbühel. Dem Talverlauf folgt seit 1875 auch die Salzburg-Tiroler-Bahn.

## Planungsverband
Im Brixental liegen (von West nach Ost) die Gemeinden Itter, Hopfgarten im Brixental, Westendorf, Brixen im Thale und Kirchberg in Tirol. Zusammen mit  der westlich anschließenden Wildschönau bilden diese Gemeinden den Planungsverband Brixental–Wildschönau mit 23.070 Einwohnern (Stand 1. Jänner 2024) und einer Fläche von 499,11 km², davon 21,8 % Dauersiedlungsraum.